# جوزپ سانیول

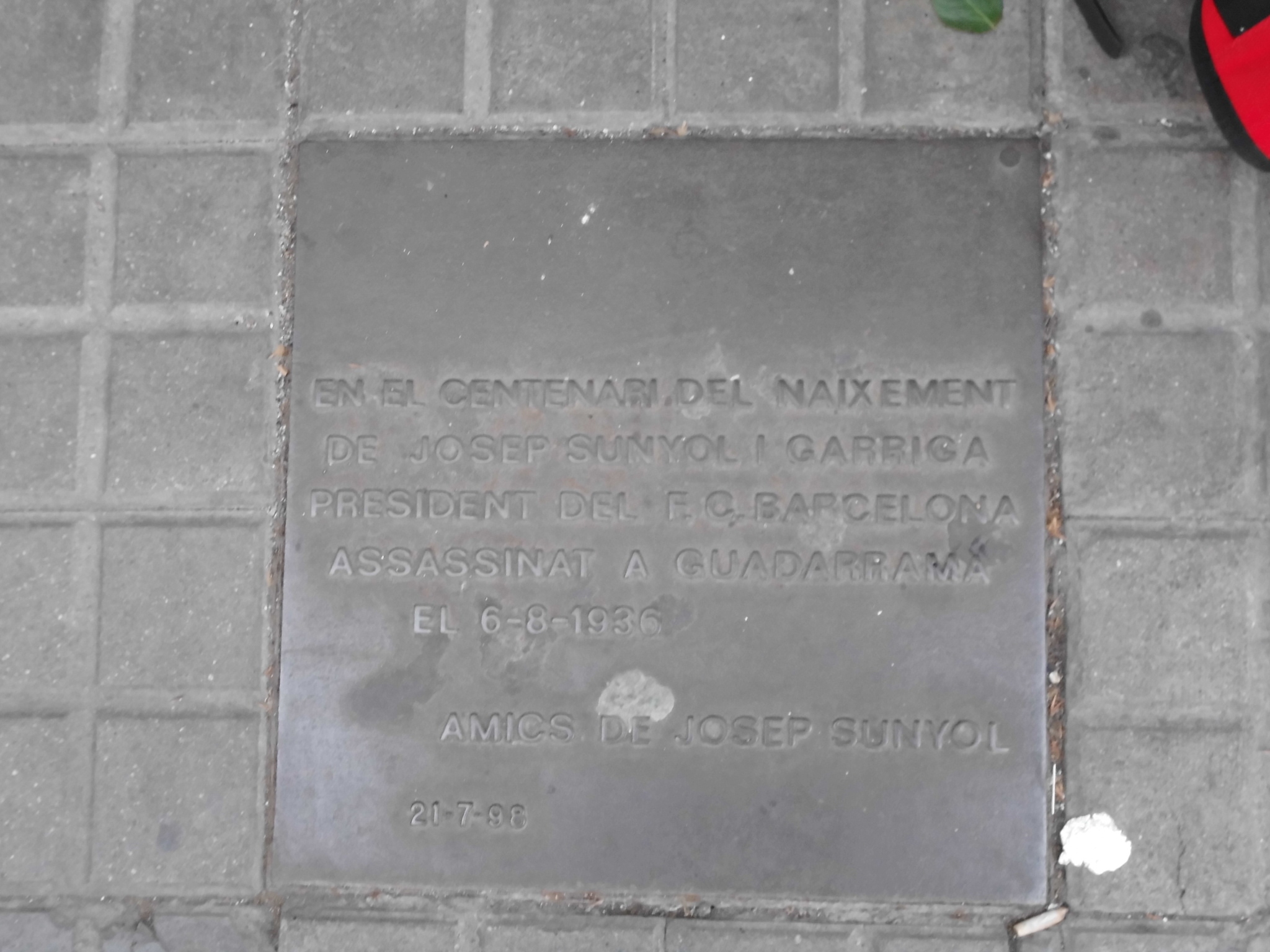
نمایی از سنگ‌مزار جوزپ سانیول

جوزپ سانیول ای گاریگا (به اسپانیایی: Josep Sunyol i Garriga) (زاده ۲۱ ژوئیه ۱۸۹۸ در بارسلون- ۶ آگوست ۱۹۳۶ در سیرا ده گواداراما) حقوق‌دان، سیاست‌مدار و روزنامه نگار اهل کاتالونیا و مدیر باشگاه فوتبال بارسلونا بود.